# Leucosolenia botryoides
Leucosolenia botryoides är en svampdjursart som först beskrevs av Ellis och Daniel Solander 1786.  Leucosolenia botryoides ingår i släktet Leucosolenia och familjen Leucosoleniidae. Utöver nominatformen finns också underarten L. b. macquariensis.